# Les Cayes (kommun)
Les Cayes är en kommun i Haiti.   Den ligger i departementet Sud, i den sydvästra delen av landet, 150 km väster om huvudstaden Port-au-Prince.